# Praprotno Brdo
Praprotno Brdo je naselje v Občini Logatec.